# You Mean the World to Me
You Mean the World to Me é o quarto single do álbum de estréia da cantora norte-americana Toni Braxton, Toni Braxton. Escrito por Babyface, L.A. Reid e Daryl Simmons, a faixa foi lançada em abril de 1994. Foi um sucesso nas rádio, alcançando o número 3 na Billboard Hot 100 Airplay dos EUA e na R&B/Hip-hop Songs, e 7º lugar na Billboard Hot 100.

## Videoclipe
O videoclipe foi dirigido por Lionel C. Martin. O vídeo mostra uma sequência de Braxton tocando piano em uma mansão intercalada com cenas com seu interesse amoroso (interpretado pelo alemão Michael Calvin Bacon, que mais tarde estrelou como J. B. Reese na série de televisão VR Troopers). Foi bastante executado em canais musicais como MTV e BET, durante a primavera e o verão de 1994.

## Desempenho
Nos Estados Unidos, a música estreou na Billboard Hot 100 em 2 de abril de 1994, no número 86, 20 dias antes de seu lançamento inicial. Em 9 de abril de 1994, em sua segunda semana, a música subiu para o número 52. Continuou a subir nos números 37, 23 e 17 em sua terceira, quarta e quinta semana. Em sua sexta, sétima e oitava semana a música subiu para os números 16, 14 e 10. Em 28 de maio de 1994, a música atingiu seu auge no número 7. A música continuou na parada com um total de 31 semanas, antes de deixar a Hot 100, em 29 de outubro de 1994.

## Faixas e Formatos
CD single EUA 1993
1. "You Mean the World to Me" (Radio Edit) – 4:00
2. "You Mean the World to Me" (Radio Edit Remix) – 4:11
3. "You Mean the World to Me" (Extended Mix) – 5:32
4. "Seven Whole Days" (Live) – 6:15

CD single EUA 1994
1. "You Mean the World to Me" (Radio Edit) – 4:00
2. "You Mean the World to Me" (Album Version) – 4:54

CD single Reino Unido
1. "You Mean the World to Me" (Radio Edit) – 4:00
2. "You Mean the World to Me" (Extended Mix) – 5:32
3. "Seven Whole Days" (Ghetto Vibe) – 6:32
4. "Seven Whole Days" (Live) – 6:15

12" single Reino Unido e Alemanha 1994
- Side A:

1. "You Mean the World to Me" (Extended Mix) – 5:32

- Side B:

1. "Seven Whole Days" (Ghetto Vibe) – 6:32
2. "Seven Whole Days" (Ghetto Instrumental) – 6:36

CD single Europa
1. "You Mean the World to Me" (Radio Edit) – 4:00
2. "Seven Whole Days" (Live Version) (Radio Edit) – 4:42